# Windmotor Brakepolder
De Windmotor Brakepolder is een poldermolen nabij de Noord-Hollandse plaats Medemblik, in de gelijknamige gemeente. De molen is een draaivaardige Amerikaanse windmotor, die een windrad heeft met een diameter van 7 meter.

## Geschiedenis
De molen is in 1927 vervaardigd door de Eerste Groninger Windmotorenfabriek. Het is de enige nog bestaande molen van deze fabriek. De Brakepoldermolen heeft altijd op zijn huidige plaats gestaan en is aangekocht door een voor dit doel in 1979 vanuit de plaatselijke historische vereniging opgerichte stichting. De molen werd opgeknapt en heeft tot halverwege de jaren 90 gedraaid. Toen bleek een grondige restauratie nodig.
De windmotor is van 1995 tot 2011 gerestaureerd en is maalvaardig. Hij staat langs de Brakeweg en is tot op enkele meters te benaderen.